# إس. روبسون والتون
إس. روبسون والتون (بالإنجليزية: S. Robson Walton) هو محامي وشخصية أعمال أمريكي، ولد في 28 أكتوبر 1944 في تلسا في الولايات المتحدة.

## وصلات خارجية
- إس. روبسون والتون على موقع مونزينجر (الألمانية)
- إس. روبسون والتون على موقع إن إن دي بي (الإنجليزية)